# Landesgartenschau Bad Nenndorf 2026
Die Landesgartenschau Bad Nenndorf ist die achte Niedersächsische Landesgartenschau. Sie wird von April bis  Oktober 2026 in der niedersächsischen Stadt Bad Nenndorf im Landkreis Schaumburg stattfinden. Bei der Bewerbung setzte sich das Staatsbad Bad Nenndorf mit seinem mehr als 200 Jahre alten Baumbestand und seinem Kurpark gegen den Kurort Bad Bevensen durch.